# 国王行法会

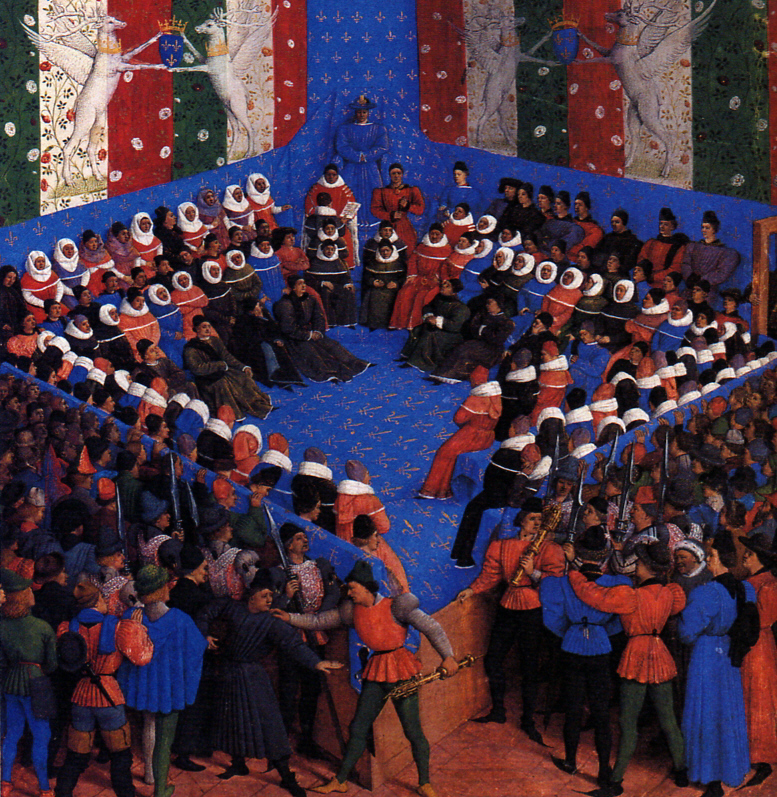
1450年查理七世在巴黎高等法院召开国王行法会，让·富凯作

在法国旧制度下，国王行法会（法語：lit de justice，直译为司法之垫），或稱御临法院，是巴黎高等法院在国王主持下的一种特殊正式庭期，用以强制注册王家敕令。之所以被称为司法之床，是因为国王会坐在华盖之下的王座上。但在中世纪，国王出现在高等法院并不意味着这是一场国王行法会。因为这是腓力四世和他的三个儿子：查理五世、查理六世和路易十二定期出席高等法院的不同庭期的一个习惯。

## 描述
巴黎的国王行法会通常会在西岱岛上皇宫的高等法院大厅（Grand Chambre du Parlement）中举行（那座皇宫现今是巴黎司法宫）。刚在圣礼拜堂祷告完的国王便会在大法官、王族、公爵与贵族、主教与元帅的陪同下进入大厅，然后走到大厅一角，坐在会议华盖下的一张坐垫（lit）上。
1375年5月21日的一份查理五世的国王行法会报告让我们得以一览参与会议的人员：王太子、安茹公爵、亚历山大港牧首、4名大主教、7名主教、6名修道院长、教区牧师长和几名巴黎大学的成员、法国大法官、4名王族成员、几名伯爵和庄园主，商界的官吏和巴黎的几位市政长官（echevins）再加上“几名智慧且重要的使命和一大群人”。
五块垫子组成了整个坐垫。国王坐在一块垫子上，背靠着一块垫子，另外两块垫子充当扶手，最后一块垫子用来垫脚。贵族和教长们坐在他左右手边的长椅上。正对着国王的一大片地方都是空着的，以便让国王在私下里可以讨论一些事情。为了维持秩序，任何人都不可以离开自己的座位或是未经允许就接近国王的坐垫。
国王只需要讲一句开场白，即“我的大法官会和你们讲述剩下的部分”（mon chancelier vous dira le reste），然后坐在国王脚前的大法官就会大声读出余下的王家宣言，比如宣布摄政、停战或者宣战。国王行法会是用王权来恐吓桀骜不驯的高等法院的。

## 后世的行法会
在中世纪，国王行法会是审判大贵族的重罪的必要事项。在十六世纪，国王行法会就变成了国王用来强行登记王家敕令的工具。在十七世纪的时候，国王行法会已经很少被用到了，但还是在路易十五的手中得到了复兴。此举引发了高等法院内穿袍贵族的争议，因为他们十分关心自己的特权受到威胁。
国王行法会，就像它在1527年被恢复地那样，被王室当作是王家司法的一种表现形式，加上模糊而古老的前身：露天的空地上聚集着贵族，而坐在王座上的墨洛温王朝的国王主持着会议。在国王出席的情况下，根据“国王御临，法官职停” （adveniente principe, cessat magistratus）的原则，高等法院便失去了审判的权力，只能充当国王的顾问。当亨利三世和巴黎高等法院的关系紧张起来的时候，国王就会出现在国王行法会上，以此来将自己的意愿强加在桀骜不驯的法院上。
专制主义的宣传坚称国王行法会在起源上就能在任何一个高等法院前召开，但在实际上查理九世为了强迫注册昂布瓦斯敕令（1563）而出现在诺曼底高等法院的举动只是一种革新，而不是打算不考虑巴黎高等法院的立法权。他和王太后一同前往了一些高等法院—第戎、波尔多和图卢兹—以便在全法国强行注册敕令。但在路易十三时期，这种权力就只能在巴黎高等法院内使用了。
路易·德·鲁弗鲁瓦在他的《回忆录》 （Memoirs）中详细描述了1718年8月26日摄政奥尔良公爵在杜伊勒里宫召开的一次国王行法会。行法会不顾高等法院反对，强行通过一条有关货币的敕令，并剥夺了曼恩公爵对幼王路易十五教育的控制权和王族的身份。
最后一次国王行法会由路易十六于1787年在凡尔赛宫举行。那时，整个会议难以驾驭，不肯接受国王的指令。

## 相关文献
- Elizabeth A. R. Brown, Richard C. Famiglietti: The Lit de Justice. Semantics, Ceremonial, and the Parlement of Paris, 1300–1600 (Beihefte der Francia, 31), Sigmaringen (Thorbecke) 1994, ISBN 3-7995-7331-3. Online on perspectivia.netArchive.today的存檔，存档日期2013-02-22
- Sarah Hanley, The 'Lit de Justice' of the Kings of France: Constitutional Ideology in Legend, Ritual, and Discourse (1983); details corrected in Mack P. Holt, "The King in Parlement: The Problem of the Lit de Justice in Sixteenth-Century France" The Historical Journal 31.3 (September 1988:507-523).